# Megaselia plaumanni
Megaselia plaumanni är en tvåvingeart som beskrevs av Borgmeier 1971. Megaselia plaumanni ingår i släktet Megaselia och familjen puckelflugor. Inga underarter finns listade i Catalogue of Life.